# Westminster Quarters
Westminster Quarters è il nome di una melodia usata da una serie di campane di un orologio a suoneria per segnare ogni quarto d'ora. Il numero dei gruppi di suoni corrisponde al numero dei quarti d'ora trascorsi. È anche conosciuto come il Westminster Chimes, dal suo uso nel Palazzo di Westminster, o il Cambridge Quarters dal suo luogo di origine, la chiesa di St Mary the Great, Cambridge.

## Descrizione
La melodia è composta da quattro diverse permutazioni di quattro toni nella chiave di mi maggiore più una combinazione che omette Si3 e ripete Mi4 (3). I toni sono Si3, Mi4, Fa{\displaystyle \sharp }4 e Sol{\displaystyle \sharp }4.
Le note utilizzate sono:
1. Sol{\displaystyle \sharp }4, Fa{\displaystyle \sharp }4,  Mi4, Si3
2. Mi4, Sol{\displaystyle \sharp }4, Fa{\displaystyle \sharp }4, Si3
3. Mi4, Fa{\displaystyle \sharp }4, Sol{\displaystyle \sharp }4, Mi4
4. Sol{\displaystyle \sharp }4,  Mi4, Fa{\displaystyle \sharp }4, Si3
5. Si3, Fa{\displaystyle \sharp }4, Sol{\displaystyle \sharp }4, Mi4

suonate come tre semiminime (nota da un quarto) e una minima (nota da un mezzo). Queste vengono sempre riprodotte nell'ordine 1, 2, 3, 4, 5 e ogni gruppo viene utilizzato due volte ogni ora. Il gruppo 1 viene suonato nel primo quarto, i gruppi 2 e 3 alla mezzora, i gruppi 4, 5 e 1 ai tre quarti e i gruppi 2, 3, 4 e 5 all'ora, come segue. Si noti che questi suoni sono stati ricreati come file midi elettronici e non rappresentano per forza i suoni effettivi delle campane:
| Primo quarto:                     | Audio playback is not supported in your browser. You can download the audio file. |
| Mezzora:                          | Audio playback is not supported in your browser. You can download the audio file. |
| Terzo quarto:                     | Audio playback is not supported in your browser. You can download the audio file. |
| Ora intera (nell'esempio alle 3): | Audio playback is not supported in your browser. You can download the audio file. |

Il suono dell'ora piena è seguito da uno colpo del Big Ben (E3) per il numero dell'ora (un colpo per l'una, due colpi per le due, e così via).
In altre parole, il ciclo di cinque (1, 2, 3, 4, 5) viene riprodotto due volte nel corso di un'ora. Per un meccanismo del rintocco dell'orologio, questo ha il vantaggio che il congegno che fa scattare i martelli deve solo memorizzare cinque sequenze (1, 2, 3, 4, 5) anziché dieci. Il meccanismo riproduce quindi due serie complete di cinque sequenze per ogni ora completa. In termini musicali, il primo e il terzo quarto finiscono sulla dominante (si), mentre il secondo e il quarto (la mezzora e le ore intere) finiscono sulla tonica (mi). Questo produce l'effetto musicale molto soddisfacente che ha contribuito così tanto alla popolarità dei rintocchi. Notare che la tonalità del brano del Big Ben è più vicino al fa che al mi nella tonalità del concerto moderno.

## Storia
Fu scritta nel 1793 per un nuovo orologio a St Mary the Great, la Chiesa dell'Università di Cambridge. Vi sono alcuni dubbi su chi l'abbia composta esattamente: fu incaricato il Revd Dr Joseph Jowett, Regius Professor di diritto civile, ma probabilmente fu assistito dal dottor John Randall (1715-1799), che era professore di musica dal 1755 , o il suo brillante allievo universitario, William Crotch (1775–1847). Questo carillon è tradizionalmente, sebbene senza prove, ritenuto una serie di variazioni sulle quattro note che compongono la quinta e la sesta battuta di "I know that my Redeemer liveth" ("So che il mio Redentore vive") dal Messia di Händel. Questo è il motivo per cui il carillon è suonato anche dalle campane della cosiddetta "Red Tower" a Halle, la città natale di Händel.
Nel 1851 il carillon fu adottato da Edmund Beckett Denison (un orologiaio dilettante e laureato al Trinity College, Cambridge, che conosceva molto bene il carillon di St Mary) per il nuovo orologio al Palazzo di Westminster, dove è appeso al Big Ben. Da lì la sua fama si diffuse. Ora è uno dei carillon più comunemente usati per gli orologi che battono le ore.
Secondo i registri della chiesa della Trinity Episcopal Church (Williamsport, Pennsylvania), questa sequenza di carillon è stata incorporata in un meccanismo a torre da E. Howard & Co., Boston, MA. L'orologio e il carillon nella base del campanile della Trinity furono inaugurati nel dicembre 1875. Detiene il primato di essere il primo orologio da torre negli Stati Uniti a suonare i Cambridge Quarters.

## Altri usi
- Molti tifosi delle squadre di calcio usano il canto del tifoso ispirato al Chimes di Westminster.
- Il carillon viene utilizzato anche in alcuni campanelli di casa e di scuola. La maggior parte delle scuole in Giappone, Taiwan e Corea del Sud suonano il carillon per segnalare la fine e l'inizio delle lezioni.
- Il carillon viene utilizzato come segnale per il conteggio del quorum nel Consiglio legislativo di Hong Kong.
- Alcune sirene elettroniche per la protezione civile negli Stati Uniti prodotte da Federal Signal Corporation come Electronic Outdoor Warning Siren (EOWS), Modulator e Directional Speaker Array (DSA) suonano quotidianamente. È utilizzato anche in Giappone e nelle Filippine da alcuni altoparlanti installati nelle aree pubbliche come segnale orario.
- Nel game show giapponese Panel Quiz Attack 25, trasmesso su TV Asahi, i carillon segnalano la fine del gioco quando ci sono caselle rimaste sul tabellone.
- In Indonesia, le stazioni ferroviarie suonano il carillon in segno di partenza e arrivo del treno.[5] All'arrivo di un treno, i carillon verranno riprodotti in sequenza continua fino a quando non parte dalla stazione e possono durare fino a 10-15 minuti.
- In A London Symphony di Ralph Vaughan Williams, la mezz'ora (2/3) dei Westminster Quarters si ascolta all'inizio dell'opera e nelle prime tre frasi dell'ora (2/3/4) verso la fine.
- Il pezzo per organo Carillon de Westminster di Louis Vierne è una serie di variazioni su uno dei cinque carillon.
- Requiem di Cyrillus Kreek (1927) usa i carillon nell'Introitus.
- La rock band U2 ha inserito il carillon del terzo quarto come armonica per chitarra nella canzone "11 O'Clock Tick Tock" nel 1980.
- La serie Pikmin utilizza il suono per indicare l'inizio del tramonto in un dato giorno, incoraggiando il giocatore a raccogliere il proprio Pikmin.
- Allo Yankee Stadium, la suoneria viene suonata ogni volta che un membro dei New York Yankees segna un fuoricampo, una tradizione iniziata nel loro campo di baseball originale.[6]
- Una variazione del carillon viene suonata dalla squadra di basket NBA dei Los Angeles Lakers nelle partite in casa ogni volta che i Lakers effettuano un tiro da tre punti.
- Per la serie TV satirica Yes Minister e Yes, Prime Minister, su un politico britannico e le sue interazioni con i dipendenti pubblici che lo nominano, la musica del tema è stata composta da Ronnie Hazlehurst ed è in gran parte basata sui carillon (anche se con una durata della prima nota di ogni quarto, il che rende probabilmente meno ovvia la derivazione). Quando gli è stato chiesto in un'intervista sulla sua influenza di Westminster, Hazlehurst ha risposto: "È tutto qui. È la cosa più semplice che abbia mai fatto."[7]
- Nella sitcom della BBC TV Keeping Up Appearances, il campanello di Hyacinth Bucket suona il suono elettronicamente.
- Viene utilizzato nelle prime tre puntate della serie horror indipendente Five Nights At Freddy’s per segnalare la fine di una serata. Si può ascoltare su un orologio a pendolo nella quarta puntata come atmosfera.
- Moschee e chiese indonesiane suonano regolarmente il carillon via orologio a pendolo.
- Nella serie di visual novels Danganronpa, una versione abbreviata dei carillon viene riprodotta all'inizio degli annunci di routine, di solito alle 7:00 e alle 22:00 per segnalare l'inizio e la fine della giornata scolastica.

## Versi
La preghiera iscritta su una targa nella sala dell'orologio del Big Ben recita:
Lord be my guide
That by Thy power
No foot shall slide.»
Signore sii la mia guida
Che per il tuo potere
Nessun piede scivolerà.»
Le preghiere convenzionali sono:
Be Thou our guide
That by thy help
No foot may slide.»
Sii tu la nostra guida
Che con il tuo aiuto
Nessun piede scivolerà.»
Una preghiera alternativa cambia la terza riga:
Be Thou our guide
So by Thy power
No foot shall slide.»
Sii tu la nostra guida
Così con il tuo potere
Nessun piede scivolerà.»
Una variazione su questo, allo stesso modo, si prega alla fine di un incontro di Brownie nel Regno Unito e in Canada:
Thy children call
Grant us Thy peace
And bless us all, Amen.»
I tuoi figli chiamano
Concedici la tua pace
E benedici tutti noi, Amen.»